# Københavns infrastruktur
Infrastruktur i København omhandler veje, jernbaner, havne og lufthavne mm., som bruges til transport i København, og forsyningsinfrastrukturen, hospitaler og politi.
Udbygningen af infrastrukturen tager dels sigte på at betjene indbyggere og virksomheder i den stadigt voksende by, de mange pendlere til den og dels byens rolle som nationalt og internationalt trafikalt og politisk knudepunkt.
Indtil voldenes fald i 1850'erne var København af en sådan størrelse, at langt det meste transport kunne klares til fods. Med voldenes fald og den tiltagende industrialisering voksede byen, og tog, sporvogne, biler, cykler og busser introduceredes. I dag har København et fuldt udbygget transportnet, der ydermere omfatter s-tog, metro, lufthavn og havn, der kan transportere københavnerne på kryds og tværs af byen. Med lufthavnen og hovedbanegården som omdrejningspunkter fungerer København som et trafikalt knudepunkt for det østlige Danmark og det sydlige Sverige.
Forsyningsinfrastrukturen blev ligeledes omfattende ændret i 1850'erne med etablering af kloakker. København har i dag et fuldt udbygget kloaksystem. Hospitaler blev for alvor bygget i sidste halvdel af 1800-tallet, mens Københavns Brandvæsen blev stiftet i 1687. 
Politiopgaver i København varetages af Københavns Politi i centrum, Københavns Vestegns Politi i de vestlige forstæder og Nordsjællands Politi i de nordlige forstæder.

## Transport
I 1947 blev Fingerplanen udarbejdet. Selvom den aldrig er blevet vedtaget i et officielt forum, har den haft stor betydning for København. Sportrafikken fra centrum foregår således i dag ud af de fem fingre samt i en nyere finger over Amager og Øresund til Sverige. Denne finger skaber også forbindelse til Københavns Lufthavn. Også flere af de store indfaldsveje følger fingrene. Til forskel for sportrafikken er der flere ringveje, som skaber forbindelse mellem de ydre områder af byen. Høje-Taastrup Kommune har eksempelvis, sammen med de øvrige kommuner i Vestegnssamarbejdet, planlagt trafik, boliger og grønne områder i overensstemmelse med Fingerplanens visioner.
Pendling i København har været et emne siden starten af 1900-tallet. Efter udbygningen af Frederiksberg, var der borgere som arbejdede i en kommune, men boede i en anden. Deres skatteforhold var derfor genstand for debat. Efterhånden som byen voksede, kom dette til at gælde for flere og flere områder. I 1992 blev der pendlet fra omtrent halvdelen af Sjælland og i 2004 blev der pendlet fra hele Sjælland. Efter Øresundsforbindelsens bygning i 2000 er det også blevet almindeligt at pendle fra Malmø. Pendling med fly er ikke så almindeligt, men finder dog sted fra især Aalborg og Bornholm.
Langs jernbanerne ind mod København er mange pendlere organiseret i pendlerklubber, der taler pendlernes sag. Der findes pendlerklubber fra de fleste større byer, som fx fra Roskilde, Køge og Sorø. En af de største pendlerklubber er Pendlerklubben Kystbanen, som organiserer pendlere langs Kystbanen.

### Gang
I centrum af København foregår meget transport i gang, og op imod 80 % af den samlede færdsel i bymidten foregår til fods. Langt de fleste københavnske veje har fortove langs vejsiderne. I store træk er det kun motorvejene, der ikke har fortove. Dette gør, at det er muligt relativt sikkert at bevæge sig rundt til fods. Der er ligeledes installeret mange fodgængerfelter, hvoraf de fleste findes ved lyskryds.
København har en del gågader, hvor det ikke er tilladt at køre bil hvoraf den mest kendte er Strøget. Ligeledes findes der en del gader omkring strøget, der også har gågadestatus, som fx Købmagergade. I forstæderne er der bl.a. en gågade i Ballerup, hvor den 500 m lange Centrumgaden har gågadestatus.

### Cyklisme
Et kendetegn ved København er de mange cykelstier, der ofte gør cyklen til et mere hensigtsmæssigt transportmiddel. Københavns Kommune har en strategi om at gøre København til verdens bedste cykelby. Et af målene er, at hæve antallet af personer der cykler til arbejde eller uddannelse hver dag fra de nuværende (2014) 45 % af indbyggerne til 50% i 2015/2025. Som en del af denne strategi er Nørrebrogade blevet delvist lukket for biler
København har en række cykelsuperstier. Danmarks første blev åbnet i 2012 mellem Albertslund og centrum af København, mens nummer to kom til i 2013 mellem Farum og Nørrebro. Derudover findes bl.a. også Ishøjruten. Cykelsuperstien er en cykel"motorvej" og er anlagt så de bruger den mest direkte rute mellem trafikknudepuunkter.
København blev i 2009 og 2010 kåret til den mest cykelvenlige by af det amerikanske onlinesite Treehugger.com. Derudover har det Københavsbaserede designfirma i 2016 og 2017 kåret København som verdens bedste cykelby.

### Bilisme og parkering
Den indre by er trafikalt præget af middelalderbyens vejplanlægning, hvorfor bil- og buskørsel er svært. Vitalt for biltrafikken er systemet af ringveje i København. Som omkransning af brokvartererne løber Ring 2 og længere ude Ring 3. I mellem disse ringveje er motorvejen Motorring 3. Endnu længere ude er Motorring 4.
Uden for søerne og på Amager er det stadig de gamle landeveje, der er de vigtigste. Herunder hører Vesterbrogade, Nørrebrogade, Østerbrogade og Amagerbrogade. De større indfaldsveje er Lyngbymotorvejen, Hillerødmotorvejen, Frederikssundmotorvejen, Holbækmotorvejen og Køge Bugt Motorvejen. Indfaldsvejene bruges i stor stil af pendlere til at komme til og fra arbejde.
De fleste steder i København er der gratis parkering. Dette gælder dog ikke for de indre bydele, hvor man som udgangspunkt skal betale for parkering. Uden for betalingsområder er der ligeledes områder, hvor der er tidsbegrænsning på parkering. Beboere i Københavns og Frederiksberg kommuner kan købe en beboerlicens, der gælder til parkering for det nærmeste område fra ens bopæl.

### Kollektiv transport
Den gamle betegnelse for "Hovedstadsområdet" virker stadig som et zoneinddelt lokaltrafikområde med fælles billetsystem og betjenes af en kombination af busser, metro, S-tog og regionaltog samt i periferien af området lokalbaner. S-togene bruges på korte strækninger i den indre by, men fungerer også som tilbringere fra forstæderne og til transport i og mellem disse. Den samlede offentlige transport i hovedstadsområdet er blevet anslået til 3,5 mia. personkilometer i 2006, hvoraf 33 % med S-tog, 33 % med regional- og fjerntog samt 25 % med bus.
I modsætning til en række andre storbyer er de forskellige trafikarter trods fælles takstsystem underlagt hver deres selskab. Busserne hører under Movia, metro under Metroselskabet, S-tog, regionaltog og fjerntog under DSB og lokalbaner under Hovedstadens Lokalbaner.

### Lufthavne
Københavns Lufthavn i Kastrup er Skandinaviens største med 29 millioner passagerer om året (2016). Den betjener ud over indbyggerne på Sjælland også indbyggere i Skåne og det øvrige Sydsverige, der med tog over Øresundsbroen let kan komme direkte til lufthavnen. Kastrup har en indenrigs- og to udenrigsterminaler. I 2010 indviedes det nye lavprisområde "CPH GO" (tidl. Swift). 
I januar 2017 påbegyndtes et mangeårigt arbejde med at udvide lufthavnen, så kapaciteten øges til 40 mio passagerer årligt. Udvidelsen er budgetteret til 20 mia kr. En ny E-finger med syv gates er en del af projektet, hvis første del forventes færdiggjort i 2019.
Kastrup Lufthavn er forbundet med resten af København med bus, tog og metro. 
Med det formål at forkorte rejsetiden til Aarhus, har Nordic Seaplanes søgt, og fået, tilladelse til at flyve med vandflyver mellem København og Aarhus. Ruten åbnede i 2016 og turen tager 45 min.

Omkring København findes ligeledes Roskilde, som fungerer primært som lufthavn for taxifly, privatfly og skoleflyvning, og Grønholt Flyveplads, som dog er en privat flyveplads med meget begrænset trafik.

### Havne
Københavns Havn har været vigtig for byen siden dens grundlæggelse. Havnen er løbende blevet udbygget og dækker i dag et stort areal mellem Svanemøllebugten og Sjællandsbroen. De sidste årtier er de centrale og sydlige dele af havnen dog blevet omdannet til bolig- og erhvervsformål. Havneaktiviteter foregår derfor fortrinsvis i Nordhavnen, Langelinie og ved Prøvestenen.
Selskabet bag havnen er i dag fusioneret med Malmö Havn og driver de to havne under navnet Copenhagen Malmö Port.
Fra København er der dagligt færgeforbindelse til Norges hovedstad Oslo med cruisefærgerne Pearl Seaways og Crown Seaways.
Københavns Havn anløbes ca. 300 gange om året af ca. 60 krydstogtskibe, og havnen en af de største anløbshavne for disse i Nordeuropa. Havnen (og byen) er ligeledes flere gange kåret som den bedste anløbshavn for krydstogtskibe i Europa og verden.
Der er lystbådehavne ved Svanemøllehavnen, Prøvestenen og flere andre steder. Lystbådehavnen ved Svanemøllehavnen er Danmarks største med plads til 1170 både.

## Forsyning og bortskaffelse
Københavns har stabile leverancer af vand, el, telefoni og andre leverancer, som sikrer at byen kan fungere. Vand bliver leveret af lokale vandværker som pumper grundvand op fra undergrunden. Grundet den store koncentration af mennesker har man de senere år dog talt om, at der kan opstå udfordringer med at sikre lokalt produceret grundvand. Der er derfor blevet eksperimenteret med at blande overfladevand i det almindelige grundvand. Det er Københavns Energi, der står for levering af drikkevand til det meste af København. El, telefoni mv. leveres som udgangspunkt af store leverandører som DONG og TDC, men der er også mindre selskaber, der bidrager.
København har de senere årtier skabt gode muligheder for at affaldsprodukter fra produktion og husholdninger kan skaffes af vejen med etablering af forbrændingsanlæg og rensningsanlæg. De mere specialiserede og farlige affald håndteres som i de andre danske kommuner af Nordgroup.
Varme i København leveres i høj grad af fjernvarme eller naturgas. I Københavns Kommune leveres dette af Københavns Energi via et net af fjernvarmerør, som dækker omkring 85 % af det opvarmede areal. De øvrige kommuner er også godt med, med enten fjernvarme eller naturgas og der er udbredt fjernvarme eller naturgas i bl.a. Hvidovre og Gentofte kommuner.
I store dele af byen er det muligt, at få gas via byens distributionsnet. Denne bygas bruges i områder med fjernvarme primært til bl.a. madlavning, men i områder uden fjernvarme også til opvarmning af boliger og vand. Det er også Københavns Energi, der står for distributionen af gas i det meste af byen, ligesom de tager sig af kloaknettet.
Selskabet R98 stod for bortskaffelse af renovation i Københavns og Frederiksberg Kommune fra 1898 og over 110 år frem, men fra marts 2010 er dette blevet overtaget af private vognmænd.

## Hospitaler og ambulancetjeneste
Det største hospital i København – og Danmark – er Rigshospitalet, som ligger på Østerbro ved Fælledparken. Hospitalet er i stand til at behandle stort set alle typer patienter og har ofte den største ekspertise inden for et givet fagområde. Hvidovre Hospital er også et af de største hospitaler og har bl.a. den største fødselsafdeling. Bispebjerg Hospital og Herlev Hospital er blandt de andre store offentlige hospitaler i København. Udover de offentlige hospitaler er der ligeledes en række privathospitaler, som typisk henvender sig til bestemte patientgrupper bl.a. Herlev Privathospital og Københavns Privathospital. 
Ansvaret for ambulancetjenesten i København ligger hos Region Hovedstaden, som har udliciteret opgaven til primært Falck. Københavns Brandvæsen dækker Københavns centrum og den nordlige del af Københavns Kommune, mens Frederiksberg Brandvæsen varetager kørslen på Frederiksberg og i Vanløse.

### Historie
Når der opstod epidemier, indrettedes pesthuse, hvor de pestsyge kunne isoleres, og hvor de kunne behandles af pestmestre, det vil sige byens barberere. Når epidemierne var forbi, nedlagdes enten pesthuset, eller det vedblev at bestå som lemmestiftelse, således som det skete i København, hvor der har været flere pesthuse, der i reglen var i en frygtelig forfatning. Krigene foranledigede som sagt også oprettelsen af hospitaler, det vides, at der i 1618 oprettedes et bådsmændenes sygehus rimeligvis ved den nuværende Holmens Kirke, at det 1628 flyttedes til Gothersgade og derfra 1658 til Sejlhuset på Bremerholm, hvorefter det kaldtes Kvæsthuset, der senere deltes i et Søkvæsthus og et landkvæsthus eller Krigshospitalets Ladegaard, fordi det indrettedes på Københavns Ladegård. Oprindeligt skulle Kvæsthuset kun anvendes som sygehus, mens invaliderne anbragtes i de almindelige lemmestiftelser, men efter krigene blev de stiftelser med enkelte sygestuer, og sådanne oprettedes også i 18. århundrede ved andre lemmestiftelser, fx Vartov.
Det første egentlige sygehus i Danmark var Frederiks Hospital, der indviedes 1757. I 1769 oprettedes Almindeligt Hospital, en lemmestiftelse med sygeafdeling, men det var først i sidste halvdel af 19. århundrede, at der i København blev bygget egentlige hospitaler (fx Kommunehospitalet (1863), Øresundshospitalet (1876), Blegdamshospitalet (1879), Dronning Louises Børnehospital (1879) og Vestre Hospital (1886)). Efter 1900 er der ydermere bygget et epidemihospital for hær og flåde (1903), Frederiksberg Kommunehospital (1903), Rigshospitalet som afløser for Frederiks Hospital (1911) og Bispebjerg Hospital (1913).

## Politi og redningsberedskab
For Københavns, Frederiksberg, Tårnby og Dragør kommuner varetages politiopgaverne af Københavns Politi. De har hovedsæde på Politigården tæt ved Hovedbanegården. Politiopgaverne i de øvrige kommuner varetages for de vestlige forstæder af Københavns Vestegns Politi med hovedsæde i Albertslund og for de nordlige forstæder af Nordsjællands Politi med hovedsæde i Helsingør.
Redningsberedskabet er et kommunalt ansvarsområde, men opgaven kan sendes i udbud, og derfor udfører en privat entreprenør mange steder opgaven. De forskellige kommuner, der udgør København har valgt forskellige løsninger. I centrum af byen (Københavns og Frederiksberg kommuner), på Amager, samt mod vest har man kommunalt ejede brandvæsener, mens Falck varetager opgaven i de øvrige kommuner rundt om København.

### Historie
Københavns Brandvæsen blev dannet i 1687 ved kongelig forordning. Det nye brandvæsen skulle planlægge og lede brandbekæmpelsen i hele København. Tidligere var det en borgerpligt at deltage i sluknings- og redningsarbejde. I 1870 blev brandvæsenet kommunalt.